# Pál Révész
Pál Révész (* 6. Juni 1934 in Budapest; † 14. November 2022 in Laxenburg bei Wien), ungarisch Révész Pál, anglisiert als Pal Revesz, war ein ungarischer Mathematiker, der für seine Forschungen in den Bereichen Wahrscheinlichkeit und mathematische Statistik bekannt war, einschließlich der mathematischen Grundlagen des Gesetzes der großen Zahlen, der Theorie der Dichteschätzung und Irrfahrten.

## Ausbildung und Beruf
Révész studierte im Programm für Angewandte Mathematik an der Fakultät für Naturwissenschaften der Eötvös-Loránd-Universität und machte dort 1957 seinen Abschluss. Danach bekam er eine Stelle an der Wahrscheinlichkeitsabteilung der Eötvös-Loránd-Universität, wo er als Assistenzprofessor arbeitete. 1964 wechselte er an das Mathematische Forschungsinstitut der Ungarischen Akademie der Wissenschaften, wo er als wissenschaftlicher Mitarbeiter zu arbeiten begann. 1963 verteidigte er seine Dissertation und 1969 seine Doktorarbeit. Er wurde Mitglied des Mathematischen Komitees der Ungarischen Akademie der Wissenschaften. Hier leistete er einen wesentlichen Teil seiner wissenschaftlichen Arbeit. 1982 wurde er zum korrespondierenden und 1987 zum ordentlichen Mitglied der Ungarischen Akademie der Wissenschaften gewählt.
1985 erhielt er eine zweite Stelle als Universitätsprofessor an der Technischen Universität Wien. Er verließ das Forschungsinstitut 1987, als er zum Professor am Institut für Mathematik der Technischen Universität Budapest ernannt wurde. In Wien leitete er außerdem das Institut für Statistik und Wahrscheinlichkeitstheorie, von wo er 1998 emeritierte. Zwischen 1999 und 2005 war er stellvertretender Vorsitzender des Fachbereichs Mathematik. Zwischenzeitlich arbeitete er auch im Komitee für Internationale Beziehungen. Révész wurde 1991 Mitglied der Academia Europaea in London. Neben seinen akademischen Aufgaben wirkte er auch an der Leitung mehrerer wissenschaftlicher Gesellschaften mit: Von 1983 bis 1985 war er Präsident der Bernoulli Society des International Statistical Institute. Zwischen 1995 und 1997 bekleidete er das Amt des amtierenden Präsidenten der János Bolyai Mathematische Gesellschaft.

## Wissenschaftliche Forschung
Die Hauptforschungsgebiete von Révész waren Wahrscheinlichkeit und mathematische Statistik. Bedeutend sind seine Ergebnisse zur sogenannten starken Approximation stochastischer Prozesse und zur Schätzung der Wahrscheinlichkeitsdichtefunktion. Außerdem beschäftigte er sich mit statistischen Anwendungen des stochastischen Approximationsverfahrens. Er stellte erstmals eine Methode zur Schätzung der Regressionsfunktion zur Verfügung, die zur gleichzeitigen Schätzung aller Punkte der Funktion geeignet ist. Er war ein enger Mitarbeiter von Paul Erdős.

## Ehrungen und Auszeichnungen
Révész erhielt 1978 den Staatspreis der Volksrepublik Ungarn für seine Leistungen auf dem Gebiet der Wahrscheinlichkeitstheorie, insbesondere in der Theorie stochastischer Prozesse und ihrer praktischen Anwendung. Er war Honorarprofessor an der Carleton University und der Universität der Wissenschaften Szeged.